# エリック・ハリスとディラン・クレボルド
エリック・デイビッド・ハリス（Erik David Harris、1981年4月9日 - 1999年4月20日）とディラン・ベネット・クレボルド（Dylan Bennet Klebold、1981年9月11日 - 1999年4月20日）は、アメリカ合衆国の二人組の大量殺人者である。1999年4月20日、アメリカ合衆国コロラド州ジェファーソン郡コロンバインのジェファーソン郡立コロンバイン高等学校で1999年4月20日で13名を殺害、24名を負傷させ、その後二人は学校の図書館で自殺した（コロンバイン高校銃乱射事件）。この事件は学校での銃撃として悪名高いものである。ハリスとクレボルドはポップ・アイコンと呼ばれ、大衆文化に大きな影響を与え、様々な種類のメディアで参照されている。

## 経歴
ハリスはカンザス州ウィチタにて、アメリカ空軍の輸送パイロットである父親のもとに生まれた。1993年、コロラド州リトルトンに家族とともに移住。クレボルドはコロラド州レイクウッド生まれであった。二人は中学時代に出会い、親友になった。どちらも性格が異なり、ハリスはより外向的でカリスマ的であり、クレボルドはより冷静で恥ずかしがり屋であると言われている。二人ともいじめの対象になっていたが、二人の間で銃撃した警官はいじめの対象にならなかった。そのため、いじめの対象だった二人は、コロンバイン高等学校で銃乱射による虐殺中、警官との間で銃撃戦を起こしたのが問題となっている。
ハリスとクレボルドは地元のピザ・チェーン店で働いていた。1998年、彼らはバンに侵入し備品を盗み、いたずら、不法侵入、窃盗の罪で起訴された。
その後、1999年4月20日、2人はコロンバイン高等学校で銃乱射による虐殺を行ったが、警官との銃撃戦により、2人はコロンバイン高等学校から逃げられず、まもなく自殺した。ハリスは18歳で、クレボルドは17歳であった。

## その他のウェブサイト
- Eric Harris - Find a Grave（英語）
- Dylan Klebold - Find a Grave（英語）